# Virgatanytarsus ansatus
Virgatanytarsus ansatus är en tvåvingeart som beskrevs av Reiss 1984. Virgatanytarsus ansatus ingår i släktet Virgatanytarsus och familjen fjädermyggor. Inga underarter finns listade i Catalogue of Life.